# Ère Enkyō (Kamakura)
L'ère Enkyō (延慶), aussi romanisé en Enkei, est une des ères du Japon (年号, nengō, lit. « nom de l'année ») après l'ère Tokuji et avant l'ère Ōchō. Cette ère couvre la période allant du mois d'avril 1308 au mois d'avril 1311. L'empereur régnant est Hanazono-tennō (花園天皇).

## Changement d'ère
- 1308, aussi appelée Enkyō gannen (延慶元年?) : Le nom de la nouvelle ère est créé pour marquer l'accession au trône de l'empereur Hanazono[3]. L'ère précédente se termine là où commence la nouvelle, en  Tokuji 3.

## Événements de l'ère Enkyō
L'ancien empereur Fushimi administre la cour jusqu'au moment où il prend la tonsure et devient moine bouddhiste, ce qui arrive quand se termine cette nengō.
- 1308 (Enkyō 1) : À la mort de l'empereur Go-Nijō, Hanazono accède au trône du chrysanthème à l'âge de douze ans et l'empereur Takaharu-shinnō, le deuxième fils de l'ancien empereur Go-Uda est élevé au rang de prince héritier sous la direction du shogunat de Kamakura[6].
- 1308 (Enkyō 1, 10e mois) : Kujō Moronori démissionne de sa position de sesshō. Il est remplacé par Takatsukasa Fuyuhira[7].
- 1309 (Enkyō 2, 2e mois) : Konoe Iehira est élevé à la position de sadaijin[7].
- 1310 (Enkyō 3, 11e mois) : Hōjō Sadafusa, le Rokuhara Tandai à Kyoto, meurt et Hōjō Tokiatsu est nommé pour prendre sa place comme représentant de Kyoto du gouvernement militaire de Kamakura[5].

| Eikyō     | 1re  | 2e   | 3e   | 4e   |
| Grégorien | 1308 | 1309 | 1310 | 1311 |